# Enric Cortés
Enric Cortès i Minguella (Guimerá, 1939) es un capuchino y biblista español

## Trayectoria
Estudió teología en la Universidad de Friburgo en Suiza y se doctoró en Roma en 1972, con la tesis Los discursos de adiós de Gn 49 a Jn 13-17. Pistas para la historia de un género literario en la antigua literatura judía (1976). Es secretario de la Asociación Bíblica de Cataluña desde su fundación (1973) y jefe del departamento de Biblia y profesor de la Facultad de Teología de Cataluña. Es capuchino y actualmente miembro de la Fraternidad Capuchina de Sarriá.
Ha estudiado los manuscritos hebreos de Gerona. Ha publicado otros estudios exegéticos importantes sobre la Biblia, tanto en catalán com en castellano, lengua a la que también ha traducido obras de la literatura hebrea antigua. En la versión de la Biblia de la Fundación Bíblica Catalana, trasladó los libros de Abdías y Malaquías. Igualmente formó parte del grupo de traductores de la Biblia interconfesional.
Después de sus estudios en Friburgo-Roma-Jerusalén se ha especializado en literatura judía antigua, literatura intertestamentaria y judaísmo medieval. Es profesor emérito de la Facultad de Teología de Cataluña donde ha impartido clases de teología bíblica. Allí dirige la colección “Literatura Intertestamentaria” y es miembro y cofundador de la Asociación de Estudiosos del Judaísmo Catalán. En el ISCREB (Instituto Superior de Ciencies Religiosas de Barcelona) imparte lecciones sobre lengua hebrea, judaísmo post-bíblico e introducción al Nuevo Testamento. Ha publicado diversos artículos en la Revista Catalana de Teología.